# Дария Ставрович
Дария Ставрович, известна с псевдонима си Нуки, е руска рок певица, вокалистка на групите „Слот“ и „Формация Нуки“.
Участва в 7 албума на „Слот“, има 3 самостоятелни албума. През 2016 г. участва в предаването „Голос“, където достига полуфиналите. Изпълнението ѝ на песента „Zombie“ на Крембърис е сред най-гледаните в цялата история на програмата.

## Биография
Родена е на 1 февруари 1986 г. в град Велск, Архангелска област. Учи в музикалното училище в Нижни Новгород, а след това и в Института по съвременно изкуство. През 2006 г. става вокалистка на група « Слот» ,като музикантите презаписват току-що издадения албум „2 войны“ с вокалите на Ставрович. Впоследствие Нуки записва най-големите хитове на групата – „Одинокие люди“, „Мертвые звезды“, баладата „Круги на воде“. Групата участва на най-големите рок фестивали в Русия и изнася концерти и в чужбина. Песента „Ангел или демон“ става заглавна песен на едноименния сериал на телевизия СТС.
През 2012 г. основава самостоятелния си проект „Нуки“, като първият албум „Живы“ излиза през 2013 г., като популярни песни от него стават „Научи“ и „Бойся“. Същата година се присъединява към супергрупата Forces United, където участват много вокалисти от руската рок и метъл сцена. През 2014 г. изиграва епизодична роля във филма „Училищен стрелец“. На 18 април 2014 г. по време на автограф-сесия на Слот фен наръгва певицата с нож и впоследствие Ставрович претърпява операция на шията. В края на годината получава наградата „Златна нота“ за най-добра рок-вокалистка на годината.
През май 2015 г. издава втория си солов албум „Пыльца лунной бабочки“. През 2016 г. участва в шоуто „Голос“, където достига полуфиналите.
През 2019 г. заедно с вокалиста на 7 раса Саша Растич изнася концерт на станцията „Шиес“ в знак на протест срещу построявянето на бунище там.
Освен с рок музика, се занимава с озвучаване на анимационни филми и пише музика за театрални пиеси. Заедно с китариста на Слот Сергей Боголюбски са автори на музикалното оформление на откриващата и закриващата церемония на Зимната универсиада в Красноярск през 2019 г.
На 4 април 2024 г. тя обяви напускането си от групата „Слот“  ,  .

## Дискография

### Слот
- 2007 – Две войны
- 2007 – Тринити
- 2009 – 4ever
- 2011 – F5
- 2011 – Break the Code
- 2013 – Шестой
- 2016 – Septima
- 2018 – 200 кВт

### Нуки
- 2013 – Живы
- 2015 – Пыльца лунной бабочки
- 2017 – Изключения
- 2017 – Ау! (EP)
- 2020 – Волки смотрят в лес